# Tłocznik
Tłocznik – narzędzie służące do obróbki plastycznej elementów o małej grubości w stosunku do pozostałych wymiarów (głównie blach, ale także folii czy płyt niemetalowych). Składa się m.in. ze stempla i matrycy, stanowiących elementy robocze tłocznika.
Ze względu na zastosowanie wyróżnić można np. wykrojniki, ciągowniki, okrojniki, zaginaki czy dziurkowniki. Osobną grupę stanowią tłoczniki postępowe (wielotaktowe), które łączą w sobie funkcje tłoczników pojedynczych i w jednym cyklu pracy pozwalają na wykonanie gotowego wyrobu.